# Parapsyche turbinata
Parapsyche turbinata là một loài Trichoptera trong họ Hydropsychidae. Chúng phân bố ở miền Tân bắc.